# 제롬 옹게네
제롬 쥐니오르 옹게네(프랑스어: Jérôme Junior Onguéné, 1992년 5월 28일 ~ )는 카메룬의 프로 축구 선수이다. 현재는 독일 분데스리가 클럽 아인트라흐트 프랑크푸르트에서 스위스 클럽 세르베트로 임대된 상태이다. 또한 카메룬 국가대표로 활약하고 있다.

## 구단 경력
2017년 1월 31일, 옹게네는 VfB 슈투트가르트로 이적했다. 2017년 8월 31일, 그는 시즌이 끝날 때까지 잘츠부르크로 임대되었다. 2018년 6월, 옹게네는 잘츠부르크로 영구 이적했다.
2021년 1월 15일, 시즌이 끝날 때까지 세리에 A의 제노아로 임대 이적했다. 그 임대에는 구매 옵션이 포함되어 있었다.
2022년 3월 25일, 옹게네는 독일의 아인트라흐트 프랑크푸르트와 2022년 7월 1일부터 5년 계약을 체결했다. 2023년 1월 5일, 옹게네는 시즌이 끝날 때까지 잘츠부르크로 임대되어 프랑크푸르트에 모습을 드러내지 않았다. 그는 이 기간 동안 주로 무릎 문제를 다루며 레드불에서 경기에 출전하지 않았다. 2023년 8월 4일, 옹게네는 스위스의 세르베트로 새로운 임대 이적을 했다.

## 국가대표팀 경력
옹게네는 2016년 UEFA U-19 축구 선수권 대회에서 프랑스의 우승에 기여했다. 그러다가 2018년 8월에 국적을 카메룬으로 전환했고 2019년 아프리카 네이션스컵 예선 B조 코모로와의 경기에 후보로 지명되었다. 2018년 10월 12일, 그는 말라위 축구 국가대표팀과의 경기에서 카메룬 국가대표팀 데뷔 전을 치렀다.

## 수상
레드불 잘츠부르크
- 오스트리아 챔피언: 2017–18, 2018–19, 2019–20, 2020–21, 2021–22
- 오스트리아컵: 2019, 2020, 2021

프랑스 U-19
- UEFA U-19 축구 선수권 대회: 2016

카메룬
- 아프리카 네이션스컵 3위: 2021[12]